# Héctor Starc
Héctor Starc (Tres Arroyos, Buenos Aires, 1 de julio de 1950) es un guitarrista y músico de rock argentino. Pertenece a la primera generación del rock argentino y en sus comienzos era conocido como "Bola de ruido", por el uso intensivo que hacía de la distorsión en la guitarra. Su fuerza e intensidad con el instrumento lo destacaron en escena. Formó parte de bandas como Aquelarre y Tantor. En la actualidad lleva una carrera solista.
En su edición de septiembre de 2012, la edición argentina de la revista Rolling Stone, posicionó a Starc en el puesto número 59 de Los cien mejores guitarristas del rock argentino.

## Biografía

### Primeros años
Héctor Starc nació en Tres Arroyos, en la provincia de Buenos Aires, el 1 de julio de 1950. Hijo de padre aviador, su infancia transcurrió principalmente en Tres Arroyos y en la ciudad de Pergamino. En el año 1963, a la edad de trece años, su padre muere y se va vivir a la Ciudad de Buenos Aires con su madre, e ingresa al Colegio Militar como cadete.
Un día escucha una guitarra eléctrica en la radio y queda fascinado por ese sonido. A la edad de quince años, le regalan la primera guitarra eléctrica. Inicialmente, Starc tomó algunas clases de guitarra, pero su formación fue de forma autodidacta. Starc es zurdo, sin embargo, no había guitarras eléctricas aún para zurdos en esa época; por lo que tuvo que aprender del lado diestro para poder tocar. Debutó como músico a la edad de quince años. Su educación comenzó en el Liceo Militar General San Martín, de donde lo echaron por "músico". Después ingresó en el Instituto Flores de Floresta en el cual obtuvo su título de bachiller.
Starc fue influenciado por guitarristas como Hank Marvin (de The Shadows), Keith Richards (de The Rolling Stones), The Ventures, Ritchie Blackmore (de Deep Purple), Eric Clapton (de Cream), Jimi Hendrix y Peter Green. Siempre arduo amante de la guitarras Fender, Starc colecciona una gran variedad de guitarras Fender. Su debut musical ocurrió el 4 de septiembre de 1965; donde formaba parte de los clásicos grupos de barrio. Starc pasó por varias agrupaciones: Los Walkers, Alta Tensión, Los Pop Singers, Trieste y Aquelarre, grupo con el cual permaneció cuatro años en España, para más tarde, al regresar a su país natal y tras su breve paso por el grupo Tantor, centrarse siempre como guitarrista de rock y blues clásicos.

### Carrera con Aquelarre
En 1970, se separa la banda Almendra. Con la separación de Almendra, surge el nacimiento de tres nuevas agrupaciones formadas por exintegrantes de aquel mítico grupo y Aquelarre fue una de ellas. Integrada por dos ex-Almendra; Rodolfo García (batería) y Emilio del Guercio (bajo y voz), Hugo González Neira (teclados) y Starc (guitarra y voz), Aquelarre editó cuatro trabajos discográficos de larga duración y un simple entre 1972 y 1975 y tres discos posteriormente, y fue una de las bandas más representativas de esa época en la Argentina, años en los que el rock se vestía de psicodelia, surrealismo y era llamado rock progresivo.

Mi gran aporte allí fue esa guitarra salvaje de rock dentro de un armado más poético. Ellos me enseñaron a no tocar todo el tiempo, a trabajar en función del grupo. Me acuerdo de que cuando me llamaron fue como si me hubiesen llamado los Beatles.
Héctor Starc sobre Aquelarre.

Al final de su carrera, los músicos de Aquelarre viajaron a España en búsqueda de nuevos horizontes para su música. Finalizada la etapa en España, los miembros de Aquelarre regresaron a la Argentina, donde realizaron un concierto despedida en el Luna Park, ya sin su formación inicial, debido a que González Neira se quedó en España siendo reemplazado por el músico Carlos Cutaia. La etapa española de Aquelarre fue el único tiempo en que Héctor Starc se dedicó exclusivamente a la música. Tanto antes como después de esos años, si bien su vida giró alrededor de la música y el sonido. Su principal actividad fue la empresaria en el rubro del correo y posteriormente en su empresa de sonorización profesional.

### Carrera con Tantor
A fines de la década del setenta junto con Carlos Alberto Rufino y Rodolfo García formó la banda de jazz rock Tantor; con los que grabó dos álbumes de larga duración: Tantor (1979) y Mágico y natural (1982), este último con Marcelo Torres en bajo y Babú Cerviño en teclados y voz.  Luego de la separación de Tantor, Starc se retira de la música por unos años; en los cuales se dedica a su vida cotidiana.

(El disco) no tuvo ninguna repercusión porque la música instrumental acá nunca pegó
Héctor Starc.

### Retorno de Aquelarre
En diciembre de 1996, Aquelarre se presentó en el marco de la muestra Rock nacional: 30 años, organizada por Rodolfo García. Ese acontecimiento restableció el vínculo entre los integrantes del grupo y los impulsó a iniciar una larga serie de ensayos privados en la casa del propio García. El resultado fueron cuatro funciones en el Teatro Presidente Alvear en diciembre de 1998, durante las cuales se grabó el material que integraría Corazones del lado del fuego. En 1999 se presentaron cinco veces en el Teatro Maipo
Paralelamente forma su proyecto llamado Héctor Starc Trío; con Machi Madco  bajo y Gustavo Ciardi batería. Con este proyecto tuvieron el apoyo de Lito Vitale.

### Década de 2000 y  actualidad

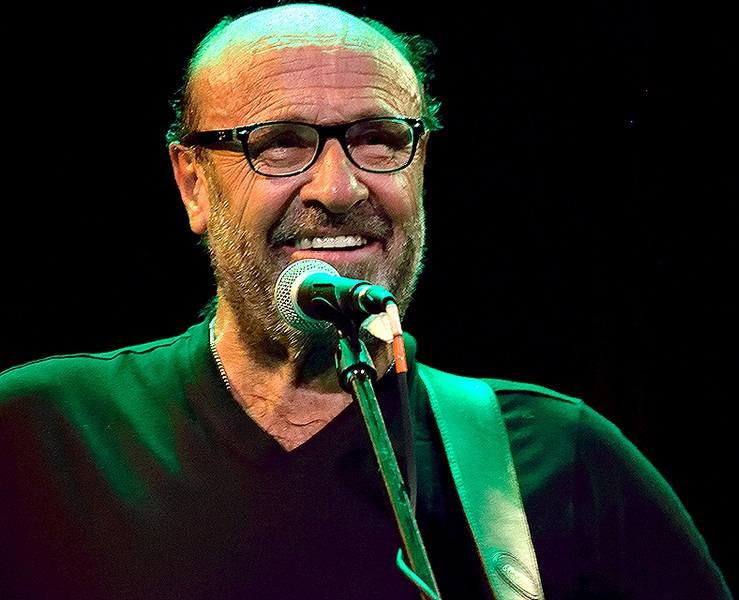
Héctor Starc en 2017.

A principios de la década de 2000, Starc fue intervenido por un cáncer, por el cual le extirparon un riñón. El 23 de octubre de 2004, Starc festejó sus cuarenta años de trayectoria con un show que estuvo plagado de invitados y que tuvo su momento más emotivo con la reunión de Aquelarre.
En 2010 apareció en el film Pájaros volando, como guitarrista de la banda ficticia Dientes de Limón. En donde comparte con músicos contemporáneos a él como Ciro Fogliatta, Willy Quiroga, Miguel Zavaleta y Claudia Puyó.
En 2013 sacó su primer material solista, titulado Héctor Starc.

Nunca me sentí un líder, no creo ser tan creativo ni tengo pasta de estrella, por eso siempre me gustó tocar en un grupo.
 Héctor Starc en 2004.

Entre 2016 y 2017, siguió promocionando su disco con la nueva banda: Starc y los Repartidores. La banda estaba integrada por: Héctor Starc (guitarra y voz), Javier Fernández Quinteros (guitarra), Javier Fernández (bajo) y Diego Hiriart (batería). Cerró el ciclo de presentación de su disco con un concierto en la Usina del Arte el 3 de agosto de 2017, donde participaron de invitados: Emilio del Guercio, Rodolfo García y Rafael Nasta. Últimamente, y a partir del año 2022, Starc está narrando en capítulos, a través de una conocida red social, anécdotas curiosas y divertidas acerca de su vida como músico.

## Discografía
| Año  | Nombre del álbum                                | banda     | Tipo de álbum     |
| ---- | ----------------------------------------------- | --------- | ----------------- |
| 1972 | Aquelarre                                       | Aquelarre | En estudio        |
| 1973 | Candiles                                        | Aquelarre | En estudio        |
| 1973 | Violencia en el parque/Ceremonias para disolver | Aquelarre | Simple en estudio |
| 1974 | Brumas                                          | Aquelarre | En estudio        |
| 1975 | Siesta                                          | Aquelarre | En estudio        |
| 1977 | Lo mejor de Aquelarre                           | Aquelarre | Recopilación      |
| 1979 | Tantor                                          | Tantor    | En estudio        |
| 1982 | Mágico y natural                                | Tantor    | En estudio        |
| 1987 | El 60                                           | El 60     | En estudio        |
| 1999 | Corazones del lado del fuego                    | Aquelarre | En vivo           |
| 2013 | Héctor Starc                                    | Solista   | En estudio        |

## Filmografía
| Año  | Película           | Dirección                        | Papel                                      | Créditos     |
| ---- | ------------------ | -------------------------------- | ------------------------------------------ | ------------ |
| 1983 | Buenos Aires Rock  | Héctor Olivera, Carlos Orgambide | A sí mismo                                 | Héctor Starc |
| 1986 | Spinetta, el video | Pablo Perel                      | A sí mismo                                 | Héctor Starc |
| 2010 | Pájaros volando    | Néstor Montalbano                | Guitarrista de la banda "Dientes de Limón" | Héctor Starc |